# Communauté de communes du Bassin de Gannat
La communauté de communes du Bassin de Gannat était une communauté de communes française, située dans le département de l'Allier en région Auvergne-Rhône-Alpes.

## Historique
- 29/12/99 : Création de la communauté de communes du Bassin de Gannat par l'arrêté préfectoral n°8203/99
- 10/10/01 : Extension des compétences de la communauté de communes (Arrêté du sous-préfet N° 301)
- 20/12/01 : Adhésion de Broût-Vernet, Escurolles et Saint-Pont (Arrêté du sous-préfet N° 348)
- 26/09/02 : Modification de la composition du bureau et des compétences (Arrêté du sous-préfet N° 255)
- 18/12/02 : Adhésion de Saint-Germain-de-Salles
- 19/04/04 : Modification des compétences de la communauté de communes (Arrêté du sous-préfet N° 68)
- 22/04/05 : Modification des compétences de la communauté de communes (Arrêté du sous-préfet N° 129)

Le schéma départemental de coopération intercommunale de l'Allier impose la fusion avec les communautés de communes Sioule, Colettes et Bouble et en Pays Saint-Pourcinois, le seuil de 15 000 habitants fixé par la loi no 2015-991 du 7 août 2015 portant nouvelle organisation territoriale de la République n'étant pas atteint ; aussi la communauté de communes ne peut-elle pas se maintenir, y compris « à titre dérogatoire » (12 793 habitants en 2012, et une densité de 61 habitants par kilomètre carré). La nouvelle intercommunalité comprendrait 61 communes pour une population d'environ 34 000 habitants.
Cette proposition est adoptée en mars 2016. La fusion des trois intercommunalités est prononcée par un arrêté préfectoral du 8 décembre 2016 ; la nouvelle structure intercommunale porte le nom de « Saint-Pourçain Sioule Limagne ».

## Territoire communautaire

### Géographie
La communauté de communes est située au sud du département de l'Allier et adhère au pays Vichy-Auvergne.
Elle est bordée au nord et à l'ouest par les deux communautés de communes avec lesquelles elle devra fusionner, la communauté d'agglomération de Vichy Val d'Allier à l'est, ainsi que les communautés de communes du département limitrophe du Puy-de-Dôme que sont Nord Limagne et les Côtes de Combrailles.
Le territoire communautaire bénéficie d'accès autoroutiers par l'A719, antenne de l'A71, reliant Gannat à l'agglomération vichyssoise, les routes départementales 2009 (ancienne route nationale 9) reliant Moulins et Saint-Pourçain-sur-Sioule au nord à Aigueperse, Riom et Clermont-Ferrand au sud, et 2209 (ancienne route nationale 209) desservant l'agglomération vichyssoise (Bellerive-sur-Allier et Vichy).

### Composition
La communauté de communes est composée des communes suivantes :
| Nom                       | Code Insee | Gentilé         | Superficie (km2) | Population (dernière pop. légale) | Densité (hab./km2) |
| ------------------------- | ---------- | --------------- | ---------------- | --------------------------------- | ------------------ |
| Gannat (siège)            | 03118      | Gannatois       | 36,85            | 5 862 (2014)                      | 159                |
| Bègues                    | 03021      | Béguois         | 8,30             | 227 (2014)                        | 27                 |
| Biozat                    | 03030      | Biozatois       | 16,46            | 787 (2014)                        | 48                 |
| Broût-Vernet              | 03043      | Broût-Vernetois | 31,71            | 1 211 (2014)                      | 38                 |
| Charmes                   | 03061      | Charmois        | 8,19             | 404 (2014)                        | 49                 |
| Escurolles                | 03109      | Escurollois     | 13,27            | 751 (2014)                        | 57                 |
| Jenzat                    | 03133      | Jenzatois       | 11,64            | 518 (2014)                        | 45                 |
| Le Mayet-d'École          | 03164      | Mayétois        | 6,76             | 281 (2014)                        | 42                 |
| Mazerier                  | 03166      | Mazerois        | 7,23             | 298 (2014)                        | 41                 |
| Monteignet-sur-l'Andelot  | 03182      | Monteignétois   | 9,38             | 263 (2014)                        | 28                 |
| Poëzat                    | 03209      | Poezatois       | 2,12             | 142 (2014)                        | 67                 |
| Saint-Bonnet-de-Rochefort | 03220      | Saint-Bonnétois | 16,36            | 674 (2014)                        | 41                 |
| Saint-Germain-de-Salles   | 03237      |                 | 11,59            | 423 (2014)                        | 36                 |
| Saint-Pont                | 03252      |                 | 12,31            | 619 (2014)                        | 50                 |
| Saint-Priest-d'Andelot    | 03255      |                 | 8,17             | 148 (2014)                        | 18                 |
| Saulzet                   | 03268      | Saulzetois      | 9,21             | 381 (2014)                        | 41                 |

### Démographie
| 1968   | 1975   | 1982   | 1990   | 1999   | 2008   | 2013   |
| ------ | ------ | ------ | ------ | ------ | ------ | ------ |
| 12 409 | 12 413 | 12 566 | 12 349 | 12 077 | 12 569 | 12 930 |

| Hommes | Classe d’âge | Femmes |
| ------ | ------------ | ------ |
| 0,6    | 90 ans ou +  | 1,7    |
| 8,8    | 75 à 89 ans  | 12,7   |
| 16,9   | 60 à 74 ans  | 17,4   |
| 20,9   | 45 à 59 ans  | 18,8   |
| 19,4   | 30 à 44 ans  | 18,5   |
| 15,2   | 15 à 29 ans  | 13,8   |
| 18,2   | 0 à 14 ans   | 17,1   |

| Hommes | Classe d’âge | Femmes |
| ------ | ------------ | ------ |
| 0,8    | 90 ans ou +  | 2,1    |
| 9,5    | 75 à 89 ans  | 13,9   |
| 18,6   | 60 à 74 ans  | 18,9   |
| 21,5   | 45 à 59 ans  | 20,4   |
| 17,6   | 30 à 44 ans  | 16,5   |
| 15,2   | 15 à 29 ans  | 13,3   |
| 16,8   | 0 à 14 ans   | 14,9   |

## Administration

### Siège
Le siège de la communauté de communes est situé à Gannat.

### Les élus
La communauté de communes est gérée par un conseil communautaire composé de 49 membres (quarante-et-un titulaires et huit suppléants) représentant chacune des communes membres et élus jusqu'à la disparition de la structure intercommunale.
Ils sont répartis comme suit :
| Nombre de délégués | Communes |
| ------------------ | --- |
| 15                 | Gannat |
| 4                  | Broût-Vernet                                                                                                   |
| 3                  | Biozat, Escurolles                                                                                             |
| 2                  | Jenzat, Saint-Bonnet-de-Rochefort, Saint-Germain-de-Salles, Saint-Pont                                         |
| 1                  | Bègues, Charmes, Le Mayet-d'École, Mazerier, Monteignet-sur-l'Andelot, Poëzat, Saint-Priest-d'Andelot, Saulzet |

### Présidence
Le président est élu par le conseil communautaire.
| Période                                  | Période          | Identité            | Étiquette | Qualité                              |
| ---------------------------------------- | ---------------- | ------------------- | --------- | ------------------------------------ |
| Les données manquantes sont à compléter. |                  |                     |           |                                      |
| 23 avril 2014                            | 31 décembre 2016 | Véronique Pouzadoux | UMP       | Juriste, maire de Gannat depuis 2014 |

Le conseil communautaire du 23 avril 2014 a élu sa présidente et désigné ses cinq vice-présidents qui sont (au 11 février 2016) : 
| No | Identité                 | Qualité                            | Délégation                                                       |
| -- | ------------------------ | ---------------------------------- | ---------------------------------------------------------------- |
| 1  | Robert Pinfort           | Maire de Saint-Germain-de-Salles   | Urbanisme et environnement                                       |
| 2  | Anne-Marie Defay         | Maire de Saint-Bonnet-de-Rochefort | Développement économique, attractivité du territoire et tourisme |
| 3  | Claire Mathieu-Portejoie | Maire de Jenzat                    | Petite enfance et solidarités                                    |
| 4  | Pierre Hoube             | Maire de Broût-Vernet              | Finances                                                         |
| 5  | Agnès Chapuis            | Maire de Saint-Pont                | Logement, habitat et insertion                                   |

### Compétences
La communauté de communes est compétente pour :
- l'action de développement économique
- l'action sociale (Haltes garderies)
- l'action de réhabilitation et résorption de l'habitat insalubre
- la constitution de réserves foncières
- le Relais Assistantes Maternelles
- la collecte des déchets des ménages et déchets assimilés
- la création, l'aménagement, l'entretien de la voirie
- la création, l'aménagement, l'entretien et la gestion de zone d'activités industrielle, commerciale, tertiaire, artisanale ou touristique
- les études et la programmation
- l'opération programmée d'amélioration de l'habitat (OPAH)
- la politique du cadre de vie
- la politique du logement non social
- la politique du logement social
- la préfiguration et le fonctionnement des Pays
- la protection et la mise en valeur de l'environnement. À cet égard, elle gère trois espaces naturels sensibles sur les coteaux calcaires qui dominent la Limagne : le Mont-Libre, 30 hectares au sud-ouest de Gannat, le coteau des Chapelles, 35 hectares au nord-ouest de Gannat, et les pelouses des Diagots, 30 hectares plus au nord sur les communes de Mazerier, de Saulzet et de Jenzat.
- le schéma de cohérence territoriale (SCOT)
- le tourisme
- le traitement des déchets des ménages et déchets assimilés
- autres :
  - Aide à la communication des produits culturels d'intérêt communautaire (manifestations et expositions culturelles en lien direct avec les spécificités historiques et géographiques du territoire communautaire et produits par des auteurs du territoire communautaire)
  - Gestion d'un service de fourrière

### Régime fiscal et budget
La communauté de communes applique la fiscalité additionnelle, avec fiscalité professionnelle de zone.

### Site officiel
1. 1 2  « L'assemblée délibérante » (consulté le 11 février 2016).
2. ↑  « Domaines d'intervention » (consulté le 11 février 2016).

### Autres sources
1. ↑  « Projet de schéma départemental de coopération intercommunale de l'Allier » [PDF], Préfecture de l'Allier, 12 octobre 2015 (consulté le 4 juillet 2016).
2. ↑  Direction des Relations avec les Collectivités Territoriales, « Schéma départemental de coopération intercommunale de l'Allier » [PDF], Préfecture de l'Allier, 30 mars 2016 (consulté le 4 juillet 2016).
3. ↑  Préfecture - Direction des relations avec les collectivités territoriales, « Arrêté no 3222/2016 portant fusion de la communauté de communes « En Pays Saint-Pourcinois », de la communauté de communes du « Bassin de Gannat » et de la communauté de communes « Sioule, Colettes et Bouble » » [PDF], Recueil des actes administratifs spécial no 03-2016-052, Préfecture de l'Allier, 9 décembre 2016 (consulté le 24 décembre 2016), p. 27-40.
4. 1 2  Carte de la communauté de communes et des structures intercommunales voisines sur Géoportail.
5. ↑  « Séries historiques des résultats du recensement - EPCI de La CC du Bassin de Gannat (240300533) », Insee (consulté le 4 juillet 2016).
6. ↑  « Chiffres clés Évolution et structure de la population - EPCI de la CC du Bassin de Gannat (240300533) », Insee (consulté le 4 juillet 2016).
7. ↑  « Chiffres clés Évolution et structure de la population - Département de l'Allier (03) », Insee (consulté le 4 juillet 2016).
8. ↑  Préfecture de l'Allier, « Arrêté no 2719/2013 constatant la composition du conseil communautaire de la communauté du Bassin de Gannat à l'issue du renouvellement général des élections municipales de 2014 » [PDF], 23 octobre 2013 (consulté le 28 février 2016), p. 2.

## Sources
- SPLAF (Site sur la Population et les Limites Administratives de la France)
- Base nationale sur l'intercommunalité
- Dossier statistique sur le site de l'Insee